# 瀧本泰行
瀧本 泰行（たきもと やすゆき、1946年3月21日 - 2019年6月）は日本の実業家。株式会社エアーリンク（現・エアトリインターナショナル）創業者・名誉会長。同社代表取締役会長を務めた。サイバー大学客員教授、可処分時間研究所代表。長男は実業家で株式会社maneoマーケット元代表取締役の瀧本憲治である。

## 人物
神奈川県小田原市生まれ。神奈川県立小田原高等学校を経て、1970年一橋大学経済学部卒業。大学在学中は一橋大学消費生活協同組合専務理事を務め、大学卒業後全国大学生活協同組合連合会に入社。
1979年EEC（エンジョイ・エコノミークラブ）を設立。旅行会社の株式会社エアーリンクトラベルを設立。1994年には国際航空運送協会公認旅行代理店となり、1995年に株式会社エアーリンクに商号変更。渋谷店、横浜店、名古屋駅前店、名古屋栄店、京都店、札幌店、神戸店、静岡店、梅田店などを開設し、全国展開を行う。
2001年には売上高110億円、経常利益1億6千万円を達成、同年東洋経済新報社高橋亀吉記念賞。この年の参院選に保守党公認で比例区から出馬したが落選した。
2006年に会社の株式を株式会社ディー・エヌ・エーに売却し、エアーリンク名誉会長に就任
サイバー大学IT総合学部客員教授や一橋大学大学院社会学研究科講師も務める。2004年一橋大学で瀧本教育研究基金寄附講義「サービス社会論」が設置された。

## 著書
- 『ヨーロッパ』ECC、1991
- 『海外旅行(得)ゼミナール』日経BP社、1996-2002
- 『「可処分時間」がデフレを解決する』財界研究所,2004.7
- 『誰も語らないほんとうの事業承継』幻冬舎メディアコンサルティング、2008.9